# The Choke

The Choke est un film américain réalisé par Juan A. Mas, sorti en 2004.

## Synopsis
Les membres du groupe rock The Choke se réunissent pour leur dernière performance au complet au Club 905. Mais un dangereux tueur en série en a décidé autrement : ce club sera également le lieu de leur dernier souffle...

## Fiche technique
- Titre : The Choke
- Réalisation : Juan A. Mas
- Scénario : Jessica Dolan et Susannah Lowber
- Production : Rich Cowan et Marc Dahlstrom
- Budget : 1 million de dollars (759 000 euros)
- Musique : Britton Ortize
- Photographie : Douglas Cheney
- Montage : Jason A. Payne
- Décors : Vincent DeFelice et Susannah Lowber
- Costumes : Gretchen Oyster
- Pays d'origine : États-Unis
- Format : Couleurs - 1,77:1 - Dolby Digital - 35 mm
- Genre : Thriller, horreur
- Durée : 88 minutes
- Date de sortie : 3 novembre 2004 (marché du film américain)
- Interdit aux moins de 12 ans

## Distribution
- Brooke Bailey : London
- Sean Cook : Dylan
- Jon Fowler : Lefty
- Damon Abdallah : le sans abri
- David R. Johnson : Dave, le portier
- Jason Mckee : Mike Pritchard
- Tom Olson : Nancy Boy
- Andrew Parker : Guy Johnson
- Sam Prudhomme : Eliot
- Wonder Russell : Jonesy
- Bee Simonds : Starr
- Lila Vlavianos : la groupie

## Autour du film
- Le tournage s'est déroulé à Spokane, dans l'État de Washington.
- Le scénario fut écrit en six jours et le film tourné en trois semaines[1].
- Un spin-off de 20 minutes, The Choke: The Legend Begins, fut réalisé par Jason A. Payne en 2006.